# Reprezentacja Portugalii w koszykówce kobiet
Reprezentacja Portugalii w koszykówce kobiet - drużyna, która reprezentuje Portugalię w koszykówce kobiet. Za jej funkcjonowanie odpowiedzialny jest Portugalski Związek Koszykówki.